# Nusatidia snazelli
Nusatidia snazelli là một loài nhện trong họ Clubionidae.
Loài này thuộc chi Nusatidia. Nusatidia snazelli được Christa L. Deeleman-Reinhold miêu tả năm 2001.